# Trifurcula chamaecytisi
Trifurcula chamaecytisi là một loài bướm đêm thuộc họ Nepticulidae. Nó được miêu tả bởi Z. và A. Lastuvka năm 1994. Nó được tìm thấy ở Áo, Cộng hòa Séc, Slovenia, Hungary và Nga.
Ấu trùng ăn Chamaecytisus species, bao gồm Chamaecytisus austriacus.